# Jayar Davidov
Jayar Davidov (en hebreo: ג'יי אר דוידוב‎) (Beerseba, 8 de octubre de 1979 - Ofakim, 7 de octubre de 2023) fue un policía israelí que fue comandante de policía en Rahat y superintendente jefe de la Policía de Israel. Davidov murió en un enfrentamiento armado con milicianos de Hamás en las cercanías de Ofakim, cerca de la Franja de Gaza.

## Carrera profesional
Davidov comenzó su servicio como oficial de la Policía de Fronteras de Israel y más tarde sirvió como jefe de la comisaría de Ramat HaNéguev y como oficial de Inteligencia en Beerseba.
En 2019 fue nombrado comandante de la Unidad Central de Hevel Lakhish, una de las tres unidades que componen el Distrito Sur. En el ámbito de la región se encontraban los principales sindicatos del crimen organizado, incluidas numerosas organizaciones mafiosas originarias de Rusia, Georgia y el Cáucaso, así como jefes locales del crimen israelí. Con docenas de acusaciones contra delincuentes de alto perfil y su expulsión física de la región, fue "el terror del crimen organizado en Israel". En 2021 la Unidad Central bajo su mando recibió una mención a la excelencia por parte del Comisario de Policía. En diciembre de 2022 asumió el cargo de jefe de policía en la ciudad de Rahat, el único municipio en Israel de la comunidad beduina con estatus de ciudad.

## Muerte
El 7 de octubre de 2023, fue asesinado junto con tres de sus agentes en un tiroteo con militantes palestinos de Hamás en los alrededores de Ofakim durante el estallido de la guerra Israel-Hamás de 2023. En el momento de su muerte, fue designado para dirigir la fundación de una nueva Unidad Central para todo el Distrito Sur. En el momento de su muerte, Davidov era superintendente jefe de la Policía.